# بلدية
البلدية هي دائرة حكومية تقوم بتطوير المدن والقرى المحيطة بها وإنارة الطرق وتجميل الشوارع بالأشجار واللوحات الإرشادية وتنفيذ المخططات للمواطنين وتنظيم الأسواق وتقوم بتصريف مياه الأمطار والمحافظة على نظافة المدينة وتقوم الدولة بتخصيص ميزانية ضخمة للبلدية من أجل التطور وتحسين مظاهر المدن.
عادة تتكون من عدة أقسام كالتالي:
- رئيس البلدية هو المسؤول الأول في البلدية وله صلاحيات شاسعه من حيث تنفيذ المشاريع والتوظيف وشراء السيارات اللازمة له ولموظفي البلدية والمعدات الثقيلة وبناء المباني المملوكة للبلدية ويستطيع أن يفوض بعض صلاحياته لنائبه أو مساعده.[1][2][3]
- قسم الخدمات وهو المسؤول عن تشغيل المدن وتقديم الخدمات للمواطنين والمقيمين بكل انواعها ويندرج تحت ادارة الخدمات الاقسام التاليه:
- القسم الفني وهو مسؤول عن تخطيط المدن والمباني والمشاريع الحكومية وإعطاء التراخيص اللازمة لذلك.
- قسم صحة البيئة ويرأسه عادة طبيب بيطري أو مراقب صحي مهمة هذا القسم منح الصحة لفتح المحلات التجارية والخاصة.

بالأطعمة وما في حكمها ومتابعة نظافة المدينة ومراقبة الأسواق والمحلات التي لها علاقة بالصحة العامة وتحرير المخالفات للمخالفين من أصحاب المحلات التجارية.
- قسم مراقبة الأراضي والتعديات هو قسم مسؤول عن مراقبة الأراضي الحكومية والبيضاء ومنع التعدي عليها أو البناء فيها دون صك ملكية أو رخصة بناء من البلدية.
- قسم الشؤون المالية وهو المسؤول عن المصروفات والإيرادات من الميزانية التي خصصت للبلدية ويقوم بتامين المعدات اللازمة للاقسام الأخرى في البلدية.
- قسم الاستثمارات هو قسم مسؤول عن الاستثمارات البلدية ومنح الأراضي والمخططات وتخصيص أراضي للجهات الحكومية الأخرى وغيرها.
- قسم شؤون الموظفين وهو مسؤول عن كل الموظفين من حيث رواتبهم وإجازاتهم وحقوقهم كما يتولى منصب مدير شؤون الموظفين في العادة مساعد رئيس البلدية.

تقوم البلدية بجميع الأعمال المتعلقة بتنظيم منطقتها وإصلاحها وتجميلها والمحافظة على (الصحة والراحة والسلامة العامة) ولها في سبيل ذلك اتخاذ التدابير اللازمة خاصة في النواحي التالية:
1- تنظيم وتنسيق البلدة وفق مخطط تنظيمي مصدق أصولاً من الجهات المختصة.
2- الترخيص بإقامة الإنشاءات والأبنية وجميع التمديدات العامة والخاصة ومراقبتها.
3- المحافظة على مظهر ونظافة البلدة، وإنشاء الحدائق والساحات والمنتزهات وأماكن السباحة العامة وتنظيمها وإداراتها بطريق مباشر أو غير مباشر ومراقبتها.
4- وقاية الصحة العامة وردم البرك والمستنقعات ودرء خطر السيول وإنشاء أسوار من الأشجار حول البلدة لحمايتها من الرمال.
5- مراقبة المواد الغذائية والاستهلاكية والإشراف على تموين المواطنين بها، ومراقبة أسعارها وأسعار الخدمات العامة ومراقبة الموازين، والمكاييل، والمقاييس بالاشتراك مع الجهات المختصة ووضع الإشارة (الدمغة) عليها سنوياً.
6- إنشاء المسالخ وتنظيمها.
7- إنشاء الأسواق وتحديد مراكز البيع.
8- الترخيص بمزاولة الحرف والمهن وفتح المحلات العامة ومراقبتها صحياً وفنياً.
9- المحافظة على السلامة والراحة وبصورة خاصة اتخاذ الإجراءات اللازمة بالاشتراك مع الجهات المعنية لدرء وقوع الحرائق وإطفائها وهدم الأبنية الآيلة للسقوط أو الأجزاء المتداعية منها وإنشاء الملاجئ العامة.
10- تحديد مواقف الباعة المتجولين، والسيارات والعربات بالاتفاق مع الجهات المختصة.
11- تنظيم النقل الداخلي وتحديد أجوره بالاتفاق مع الجهات المختصة.
12- نزع ملكية العقارات للمنفعة العامة.
13- تحديد واستيفاء رسوم وعوائد البلدية والغرامات والجزاءات التي توقع على المخالفين لأنظمتها.
14- الإشراف على انتخابات وترشيح رؤساء الحرف والمهن ومراقبة أعمالهم وحل الخلافات التي تحدث بينهم.
15- حماية الأبنية الأثرية بالتعاون مع الجهات المختصة.
16- تشجيع النشاط الثقافي، والرياضي، والاجتماعي، والمساهمة فيه بالتعاون مع الجهات المعنية.
17- التعاون مع الجهات المختصة لمنع التسول، والتشرد، وإنشاء الملاجئ للعجزة والأيتام والمعتوهين وذوي العاهات وأمثالهم.
18- إنشاء المقابر والمغاسل، وتسويرها وتنظيفها ودفن الموتى.
19- تلافي أضرار الحيوانات السائبة والكاسرة والرفق بالحيوان.
20- منع وإزالة التعدي على أملاكها الخاصة والأملاك العامة الخاضعة لسلطاتها.